# Hotspot (arbetsmarknadsdag)
Hotspot är  Karlstads universitets årliga jobbmässa och är en av Sveriges största med över 100 utställare. Hotspot grundades av dåvarande Högskolan i Karlstad och första Hotspot arrangerades den 18 februari 1998.
Idag anordnas Hotspot på uppdrag av Karlstads universitet och det är avdelningen Externa relationer som är arrangör. Projektet Hotspot ger studenter möjlighet att under studietiden arbeta med ett verkligt projekt. Varje år rekryteras studenter till en projektgrupp som under ledning av en projektledare från Karlstads universitet planerar och genomför mässan.
Mässan möjliggör nätverkande mellan studenter vid Karlstads universitet och arbetsgivare i hela landet. Alla utställare erbjuder Kau:s studenter någon typ av arbetslivsanknytning. Det kan vara till exempel praktikplats, sommar- och extrajobb, examensarbete eller heltidsanställning efter examen. Mässan är mycket uppskattad av våra studenter och besöks uppskattningsvis av 5 000 – 6 000 studenter varje år.